# Andrena roscipes
Andrena roscipes là một loài Hymenoptera trong họ Andrenidae. Loài này được Alfken mô tả khoa học năm 1933.